# 잃어버린 세대
잃어버린 세대(영어: Lost Generation, 로스트제너레이션)는 일반적으로 제1차 세계대전 후에 환멸을 느낀 미국의 지식계급 및 예술파 청년들을 가리키는 명칭이다. 상실세대(喪失世代), 길 잃은 세대라고도 한다.
1883년부터 1900년 사이에 태어난 사람들을 일컫는 세대이다.

## 직접적 계기
어니스트 헤밍웨이가 그의 작품 《해는 또다시 떠오른다：The Sun Also Rises》(1926)의 서문에 "당신들은 모두 잃어버린 세대의 사람들입니다(You are all a lost generation)"라는 거트루드 스타인이 한 말을 인용한 데서 유명해졌는데, 오늘날에는 스타인이 어떤 프랑스의 자동차수리공으로부터 들은 말이라는 것이 정설이다. 그러나 제1차 세계대전 후 미국의 청년 지식인들이 미국의 실업사회(實業社會)를 혐오하여 대거 파리에 건너가서 쾌락적이고 허무적인 생활을 보낸 사실로 보아서는 이 명칭이 헤밍웨이 작품 이후 유명해진 것도 무리가 아니다.

## 배경

### 제1차 세계대전 이후
제1차 세계대전 이후 미국은 경제적인 번영의 시대를 맞이하였다. 20년대 미국이 누리는 경제적 번영은 전쟁의 결과이기도 하지만 국내의 상황으로 상당한 기술의 발전이 있었으며 그 기술이 경제적 번영의 밑거름이 되었다. 이 시기에 두드러진 변화는 자동차 보급의 확산이었다. 자동차는 당시 미국의 번영을 보여주는 하나의 상징이었을 뿐 아니라 개인의 신분의 척도 역할을 하였다. 특히 사회적인 측면에서 20년대 경제적 번영 그리고 그로 인한 물질주의의 우세는 개인들의 획일화 또는 표준화를 가져왔다. 그리고 이런 물질주의와 획일화는 쿠 클럭스 클랜(KKK), 금주운동, 교조주의인 기독교 근본주의운동의 형태로 표면화되었다.
미국에서 금주 운동은 오랜 역사를 지니고 있었다. 이미 17세기 청교도 사회에서는 엄법(Blue law)을 통해 금욕과 절제를 강조하였고 프랭클린의 13가지 덕목에서도 이는 매우 중요한 삶의 기준이었다. 하지만 이민이 급증하면서 술의 제조와 판매는 급속히 확산되었다. 따라서 금주운동은 이민 배척 운동과 밀접한 관련을 맺고 있었다고 할 수 있다. 또한 남북 전쟁이후 남부사회를 중심으로 확산된 쿠 클럭스 클랜은 20년대 보수주의와 전통주의의 물결을 타고 확산되었다. 특히 획일화의 경향은 당시 근본주의 신앙 운동에서 확연히 드러난다. 더 이상 미국은 정착 초기의 청교도주의를 유지할 수 없었고, 새로운 이민의 증가는 새로운 신앙들의 유입을 의미하였는데, 기독교 근본주의는 점점 미국 사회의 종교적인 동질성이 사라지고 있다는 위기의식의 결과물이라 할 수 있다.
하지만 지식인들은 이런 획일화에 반대하면서 나아가 기존의 체제와 관습에 대한 전면적인 거부의 형태를 띠게 되었다. 즉 그들은 여전히 미국인의 삶에 영향을 미치고 있던 청교도적 가치관을 거부하였다. 가령 드라이저는 『한 미국의 비극』에서 미국 사회의 모순에 희생당하는 개인의 심리를 보여주었다. 앤더슨의 작품에서 확인할 수 있듯이 이 시기 미국에는 지그문트 프로이트(Sigmund Freud)의 영향으로 이성과 의식이 아닌 감성과 무의식에 대한 관심이 확산되었으며, 그런 관심의 확산은 경제적 발전과 발맞추어 새로운 혁신의 바람을 일으켰다. 즉 20년대는 새로운 혁신의 바람이 불어 닥친 '재즈 시대'(Jazz Age)였다. 특히 흔히 '길 잃은 세대'라고 일컬어지는 일군의 작가들은 당시 미국 사회의 단면을 단적으로 보여주었다. 이들은 대부분 제1차 세계대전을 몸소 경험한 사람들이었는데, 그들은 전쟁을 통해 인간에 대해 깊은 회의를 느끼고 있었다. 그런데 20년대 미국에 팽배해있던 물질만능주의는 그들의 회의를 한층 더 악화시켰다고 할 수 있다. 그래서 그들 대다수는 전쟁이 끝난 후에도 미국을 돌아가지 않고 유럽에 머물러 거트루드 스타인(Gertrude Stein)의 살롱에 출입하였다. 스타인은 이들을 기존 사회로부터 소외되어 한 곳에 머무르지 못하고 방황한다는 의미에서 '길 잃은 세대'라고 칭하였다.

## 특징
상실세대는 미국 작가들과 달리 경제적 위기를 이유로 새로운 인력의 유입을 거부하는 사회체제에 대해 절망을 느끼고 있다. 이들은 선배 세대에게는 능력 발휘의 기회를 빼앗겼다는 상실감과 동료 및 후배 세대와는 생존을 건 경쟁을 벌여야 한다는 중압감으로 전쟁 후유증에 비유할 만한 정신적 공황을 겪고 있다. 또한 이 세대는 자신들이 물려받은 가치관이 더 이상 전후세대와 연결되지 못했고, 하딩 대통령의 '정상 복귀' 정책 아래에서 절망적으로 편협하고, 물질주의에 물들고, 정서적으로 황폐해 보이는 미국이라는 나라에 정신적 소외를 느끼기 때문에 길을 잃은 것이다.

## 이 시기의 작가와 대표적 작품
이 세대에 속하는 작가로는 헤밍웨이, F. 스콧 피츠제럴드, 존 더스 패서스, e.e. 커밍스, 아치볼드 매클리시, 하트 크레인 등과 1920년대에 파리를 문학 활동의 중심지로 삼았던 그 밖의 많은 작가들이 있다. 그들을 결코 문학의 한 파(派)로 볼 수는 없다. 1930년대에 이들이 다른 쪽으로 전향하자 그들의 작품에서는 더 이상 전후 시기의의 마지막에 나온 대표적인 작품으로는 피츠제럴드의 〈밤은 부드러워라 Tender Is the Night〉(1934)와 더스 패서스의 〈거금 The Big Money〉(1936)이 있다.

## 비트 제너레이션 [ beat generation ]
제2차 세계대전 후 1950년대 중반 샌프란시스코와 뉴욕을 중심으로 대두된 보헤미안적인 문학가․예술가들의 그룹을 지칭하기도 한다. 그들은 현대의 산업사회로부터 이탈하여, 원시적인 빈곤을 감수함으로써 개성을 해방하려고 하였다. 사회적으로는 무정부주의적인 개인주의의 색채가 짙으며, 재즈․술․마약․동양적인 선(禪) 등에 의한 도취에 의하여 '지복(至福:beatitude)'의 경지에 도달하려고 하였다.
1956년 앨런 긴즈버그(Allen Ginsberg)의 장시 《울부짖음 Howl》, 1957년 잭 케루악(Jack Kerouac)의 장편소설 《길 위에서》이 발표되고 나서 이 말이 처음 사용되었다. 이 일파에는 그 밖에 시인 L.펄링게티, 소설가 G.스나이더, M.매클루어, K.렉스로스, W.S.버로스, N.메일러 등 여러 연령층의 작가 ․시인들이 포함되어 있다. 이들은 개인적 차원에서 반체제적 태도를 고집하고, 극한적인 부정에 입각하여 새로운 정신적 계시를 체득하려고 하였다. 미국 로맨티시즘의 한 변형으로도 생각된다. 1960년대에 이르러 점차 쇠퇴하였다.

## 같이 보기
- 비트 제너레이션 (Beat Generation)
- 미국 문학
- 제1차 세계대전
- 모더니즘
- 버블 세대

## 참고 문헌
1. 참고, 다음 블로그[깨진 링크(과거 내용 찾기)]
2. 두산 백과[깨진 링크(과거 내용 찾기)]
3. 현대 시사 용어사전(donga.com)
4. Encyclopaedia Britannica [깨진 링크(과거 내용 찾기)]
5. 다음 국어사전[깨진 링크(과거 내용 찾기)]
6. 『20세기 영미문학의 이해』 김회진 저. 신아사, 2000
7. 『영미문학의 길잡이 2』 영미문학연구회. 창작과 비평사, 2003
8. 『미국문학기행』 임우진 저. 한국외국어대학교 출판부, 2004
9. 『영미문학사』 김회진 저. 신아사, 2003